# Francis Millard
Francis Millard, né le 31 mai 1914 à North Adams et mort le 14 juillet 1958 dans la même ville, est un lutteur américain spécialiste de la lutte libre.

## Carrière
Francis Millard participe aux Jeux olympiques d'été de 1936 à Berlin et remporte la médaille d'argent dans la catégorie de poids plumes.